# Scampitella
Scampitella ist eine italienische Gemeinde (comune) mit 1015 Einwohnern (Stand 31. Dezember 2023) in der Provinz Avellino, Region Kampanien. Sie ist Teil der Berggemeinschaft Montana dell’Ufita.

## Geografie
Die Nachbargemeinden sind Anzano di Puglia (FG), Bisaccia, Lacedonia, Sant’Agata di Puglia (FG), Trevico, Vallata und Vallesaccarda.